# Партеніт
Партені́т (крим. Partenit, у 1945—1993 рр. — Фру́нзенське) — селище в Україні, в Ялтинському районі, підпорядковане Алуштинській міській раді Автономної Республіки Крим. Розташоване в західній частині Великої Алушти на Південному березі Криму, за 64 км від Сімферополя, найближчої залізничної станції.
Регулярний автобусний зв'язок з Алуштою, Ялтою, влітку — із Сімферополем. Через селище протікають річки Аян, Путаміц, Токката.

## Історія

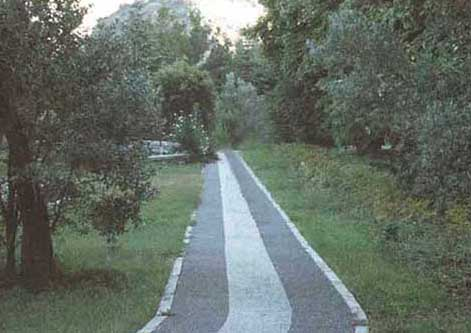
Оливовий гай (2006)

Територія селища була заселена з давніх часів, про що свідчать археологічні знахідки епохи верхнього палеоліту, залишки поселень епохи мезоліту (12-7 тис. до н. е.), бронзової доби (3-2 тис. до н. е.), пізньоантичне поселення рубежу н. е., святилище язичників III—IV ст. н. е. на р. Алі-гір.
Партеніт був заснований грецькими колоністами між V і III ст. до н. е. Назву свою дістав за грецьким язичницьким святилищем, присвяченим богині Деметрі, яку шанували як діву (παρθένος 'діва').
З кінця IV ст. став центром ґотської держави й осередком ґотської єпархії.
Перша письмова згадка датується VIII ст. — «Житіє Іоанна Готського»[джерело?].
Завдяки діяльності Святого Іоанна, єпископа Готського, поселення Патеніти потрапило на сторінки багатьох робіт, присвячених історії християнства, Візантійської імперії.
У VIII—X ст. Партеніт знаходився під владою Хозарського каганату, а в X—XIII ст. — Візантії.
У XIV—XV ст. входив до складу володінь Республіки Генуя, в 1475-1774 рр. — до складу санджака Кефе імперії Османа, в 1774-1783 рр. — у складі незалежного Кримського ханства, з 1783 р. — у складі Російської імперії, з 1954 року, разом з усім півостровом, Партеніт увійшов до складу земель України.
Починаючи з 18 березня 2014 року Партеніт, разом з рештою Криму і Севастополем, є окупованим Російською Федерацією.

## Населення
За даними перепису населення 2001 року, у селищі мешкало 6391 особа. Мовний склад населення села був таким:
| Мова              | Число ос. | Відсоток |
| ----------------- | --------- | -------- |
| українська        | 1017      | 15,91    |
| російська         | 5303      | 82,98    |
| кримськотатарська | 17        | 0,27     |
| білоруська        | 14        | 0,22     |
| молдавська        | 7         | 0,11     |
| вірменська        | 7         | 0,11     |
| болгарська        | 3         | 0,05     |
| німецька          | 2         | 0,03     |
| польська          | 1         | 0,02     |

## Економіка
Основний природо-ресурсний потенціал — кліматичні умови сухих субтропіків, сприятливі для відпочинку. Партеніт — курортне селище.
У селищі діють дослідницьке господарство «Приморське» Нікітського ботанічного саду, яке займається вирощуванням декоративних рослин; розташовані виноградники радгоспу-заводу «Таврида» («Масандра»), де вирощують мускат, каберне та інші сорти винограду.

## Соціальна сфера

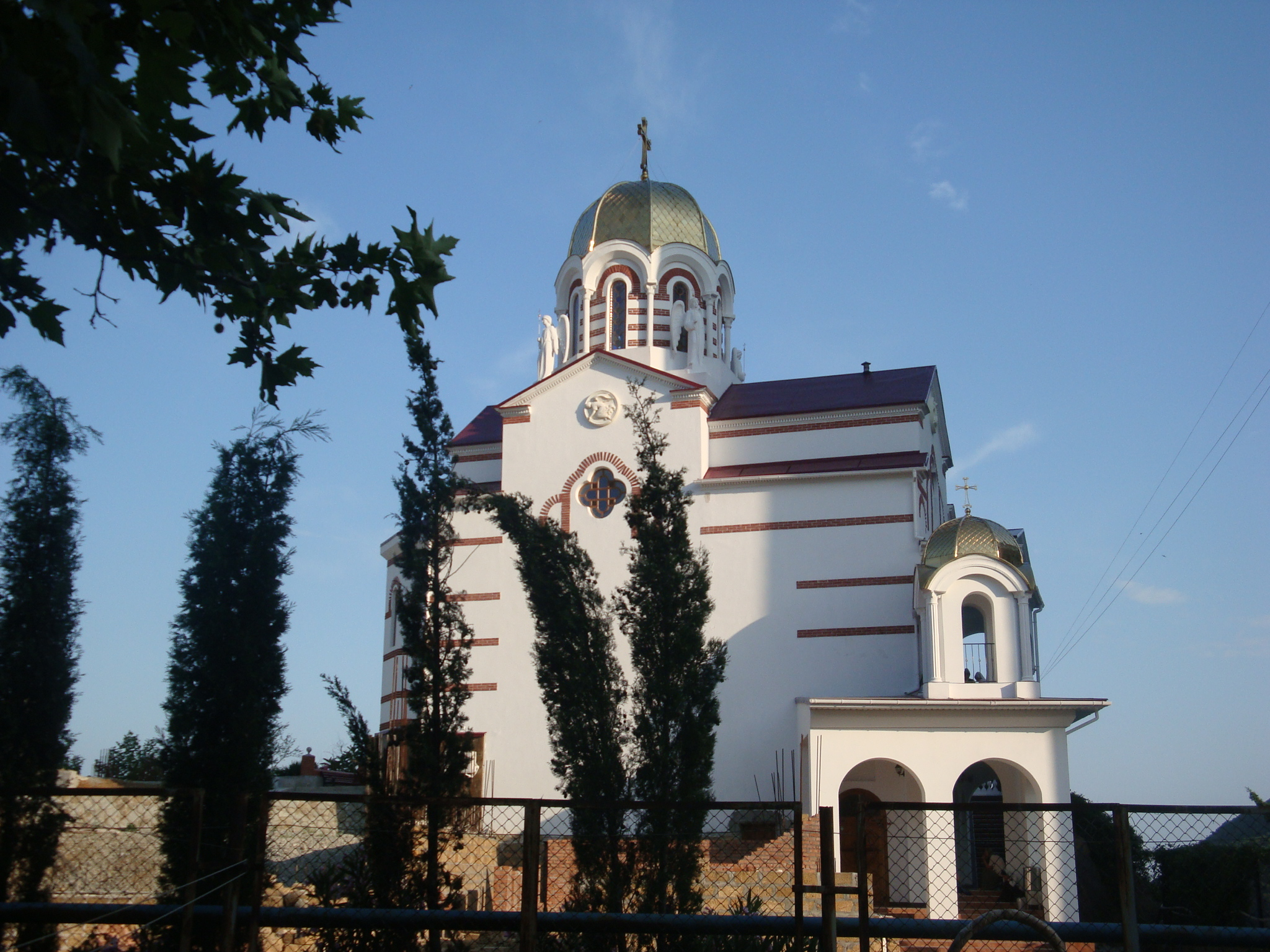
Православна церква

У селищі функціонують одна загальноосвітня школа; поліклініка; музична школа і філіал Алуштинської художньої школи; 3 будинки відпочинку; кінотеатри, клуби, бібліотеки, відомі художні колективи: концертний хор «Кантилена», зразковий дитячий оркестр «Партеніт», дитячий камерний оркестр «Віртуози Партеніта», ансамбль гітаристів; відділення одного банку; 2 парки відпочинку; діють релігійні спільноти УПЦ МП і євангельських християн-баптистів.

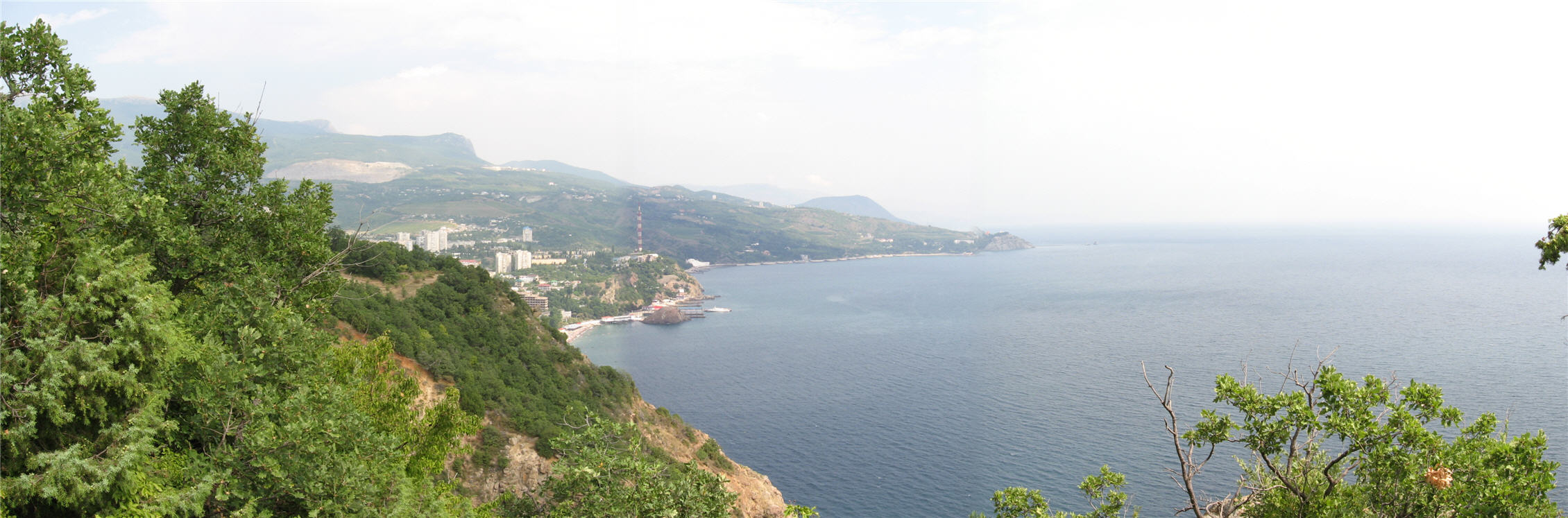
Панорама Партенітської бухти (вид з Аю-Дага)

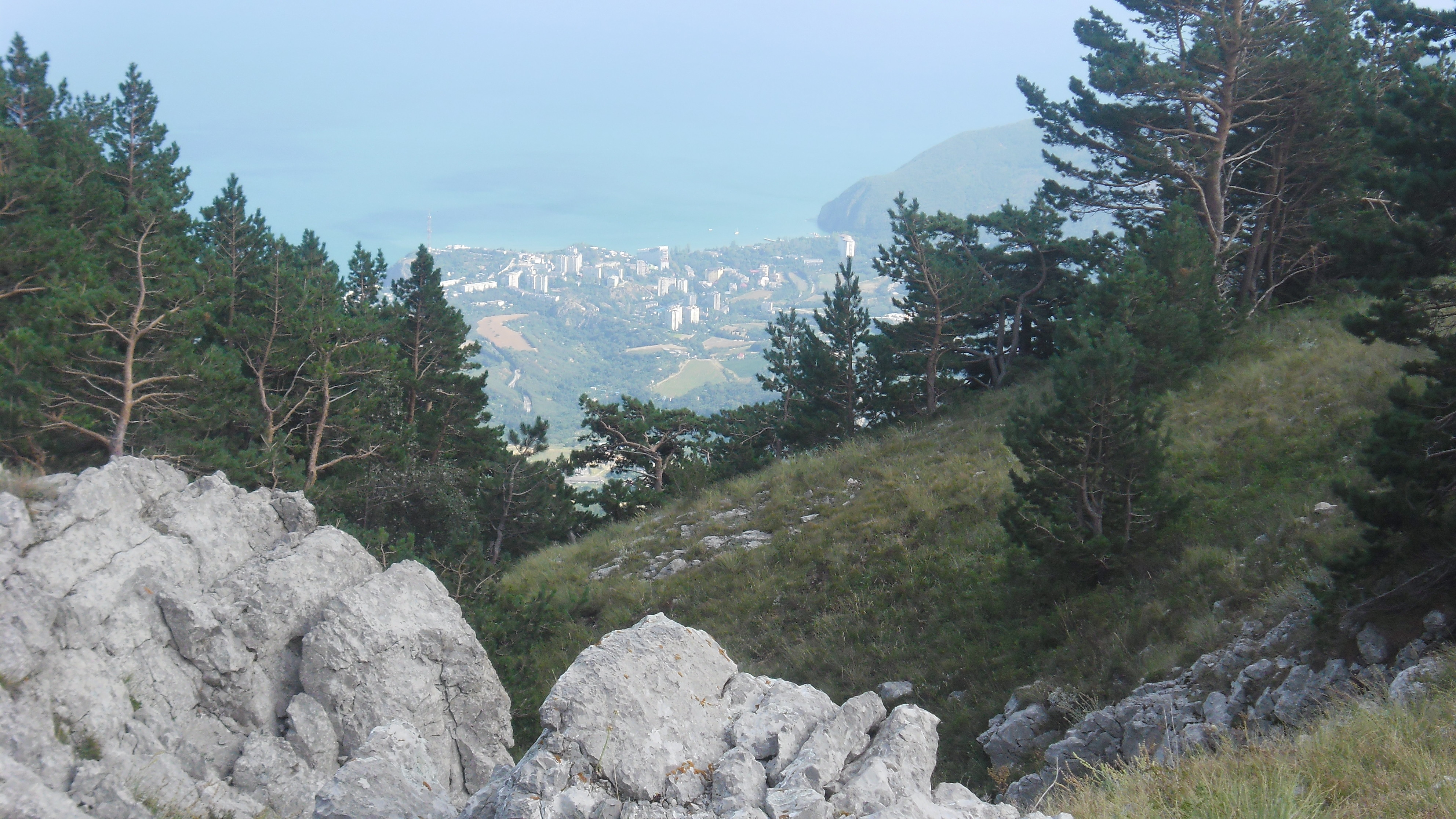
Вид з Бабуган-Яйли

## Пам'ятки
На території селища розташовуються пам'ятки садово-паркового мистецтва:
- - «Карасан» (1-а половина. XIX ст.) — площа 18 га, 220 видів реліктових рослин, але відвідання сторонніми особами з 2009 р. обмежено.
  - парк будинку відпочинку «Айвазовське» (реконструкція з 2000-х років), де ростуть 28 стародавніх олив;
  - пам'ятник природи гора Аю-Даг;
- архітектура:
  - садиба Раєвських (80-і рр. XIX ст.) — у парку Карасан (44°35′25″ пн. ш. 34°21′24″ сх. д. / 44.59028° пн. ш. 34.35667° сх. д.),
  - мінарет Партенітської мечеті (XVIII—XIX ст.);
- археологічні:
  - городище Партеніти (VI—XV ст.),
  - античні поселення, язичницьке святилище, комплекс середньовічних монастирів і церков, поселень і оборонних споруд на горі Аю-Даг (VIII—X ст., XII — поч. XVII ст.).

Установлені пам'ятники св. Іоанну Готському, Авіценні, М. Фрунзе, В. Леніну, загиблим під час другої світової війни землякам.

## У літературі
У місті Партеніті відбуваються події, описані в драматичній сцені Лесі Українки «Іфігенія в Тавріді» з циклу «Кримські відгуки».
У поета-неокласика Миколи Зерова є сонет «Партеніт».

## Галерея

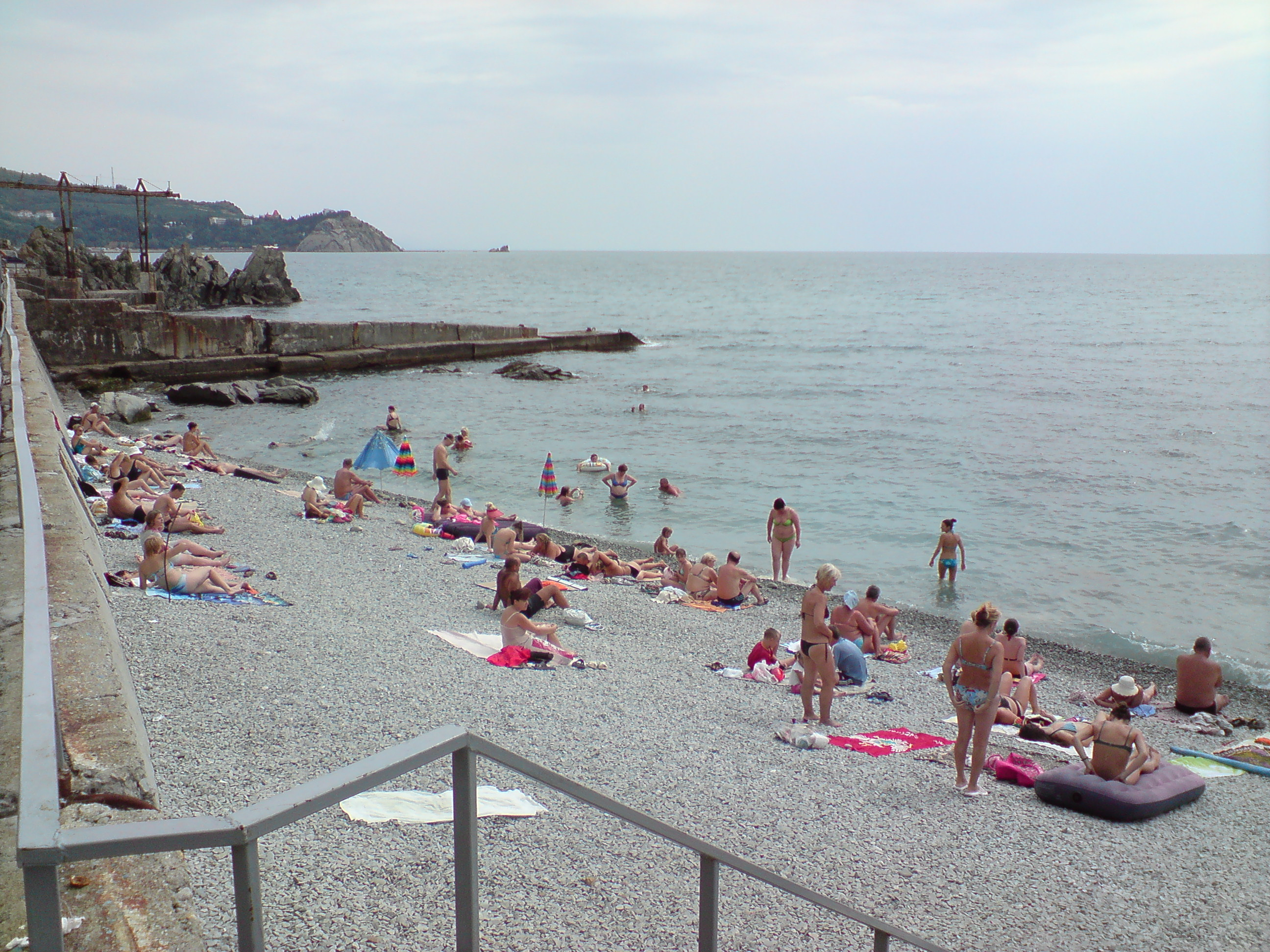
Пляж
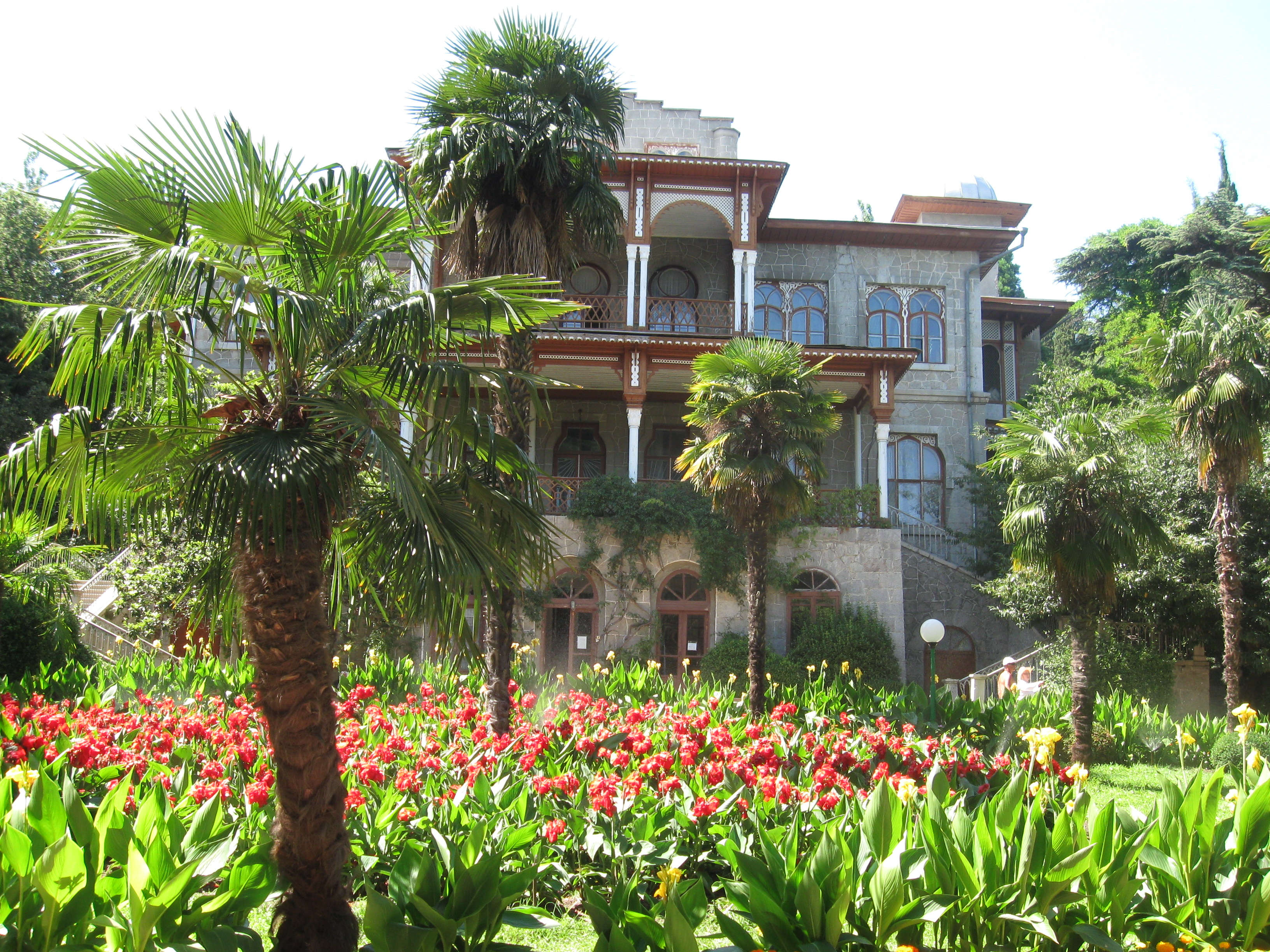
Палац Н. М. Раєвського в парку "Карасан"
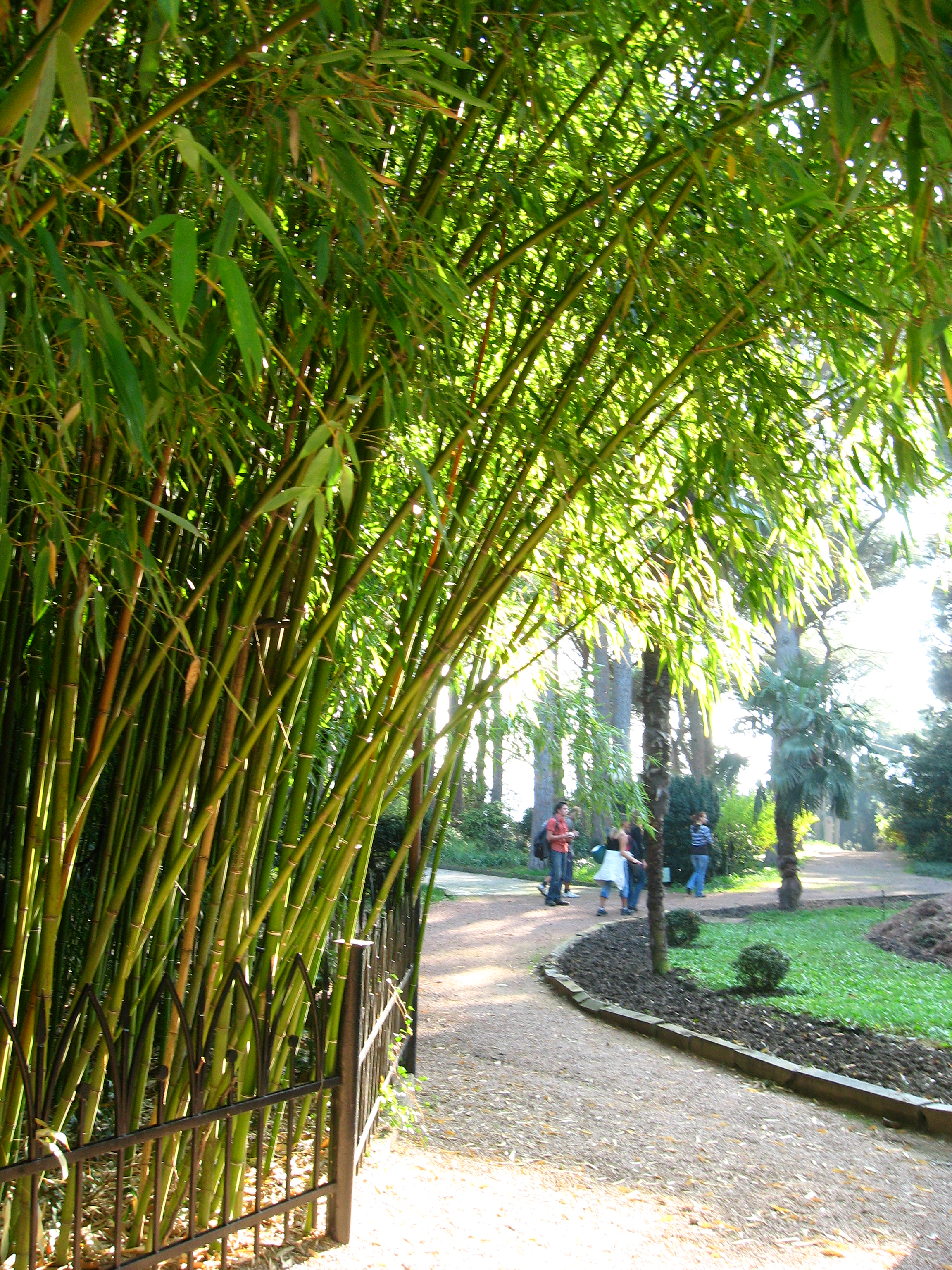
Бамбуковий гай у парку
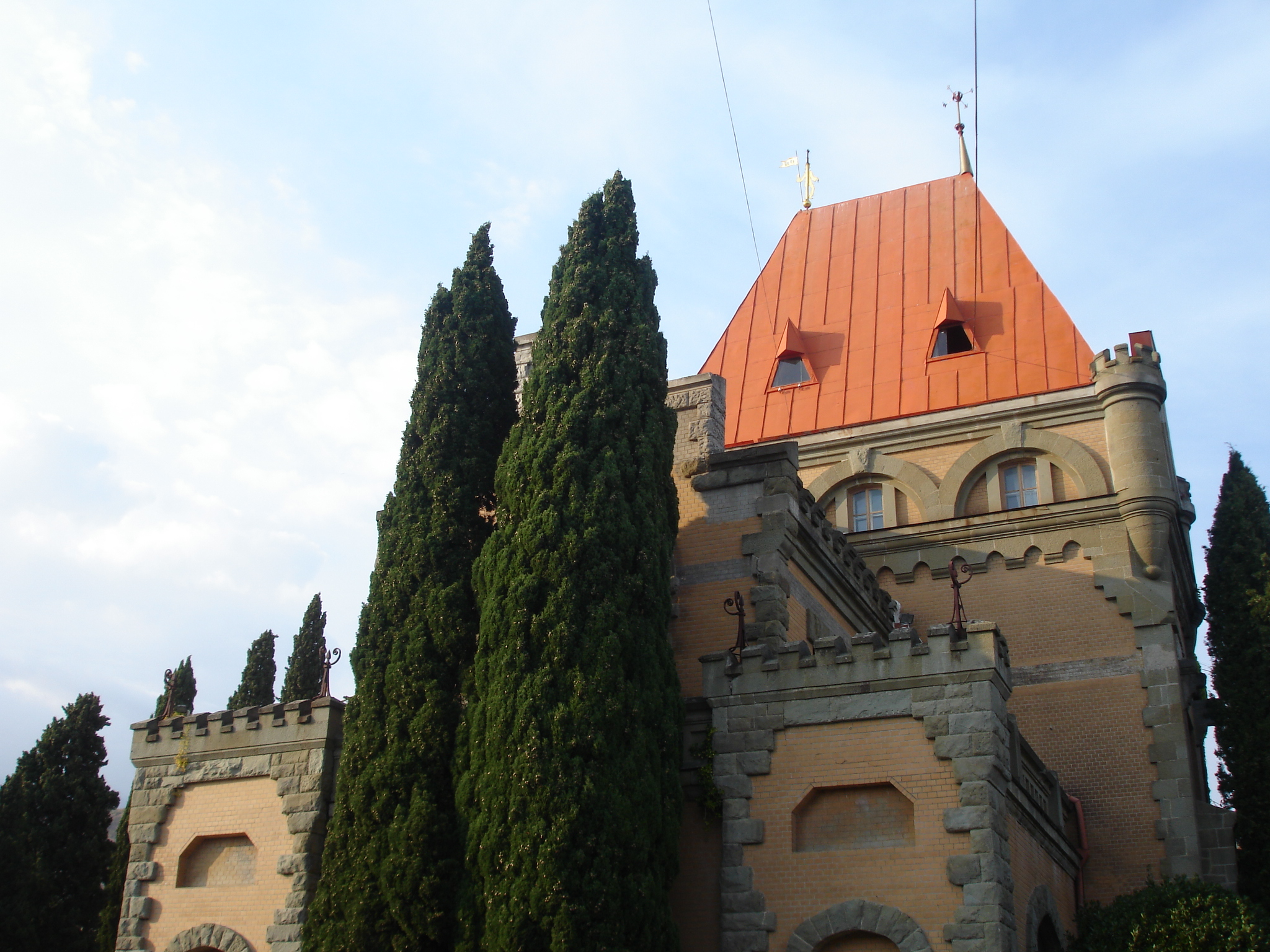
Будинок у парку
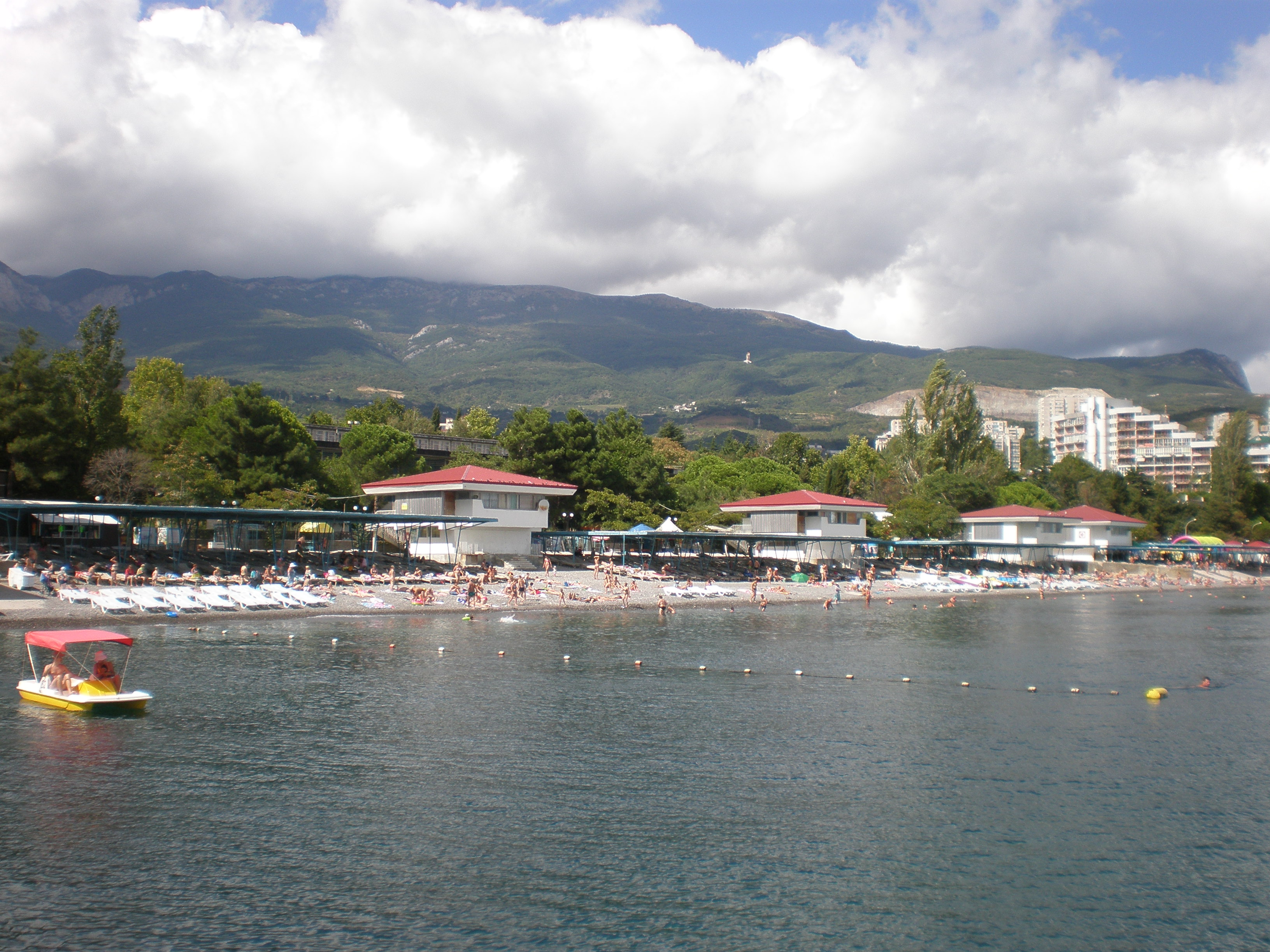
Вид із моря
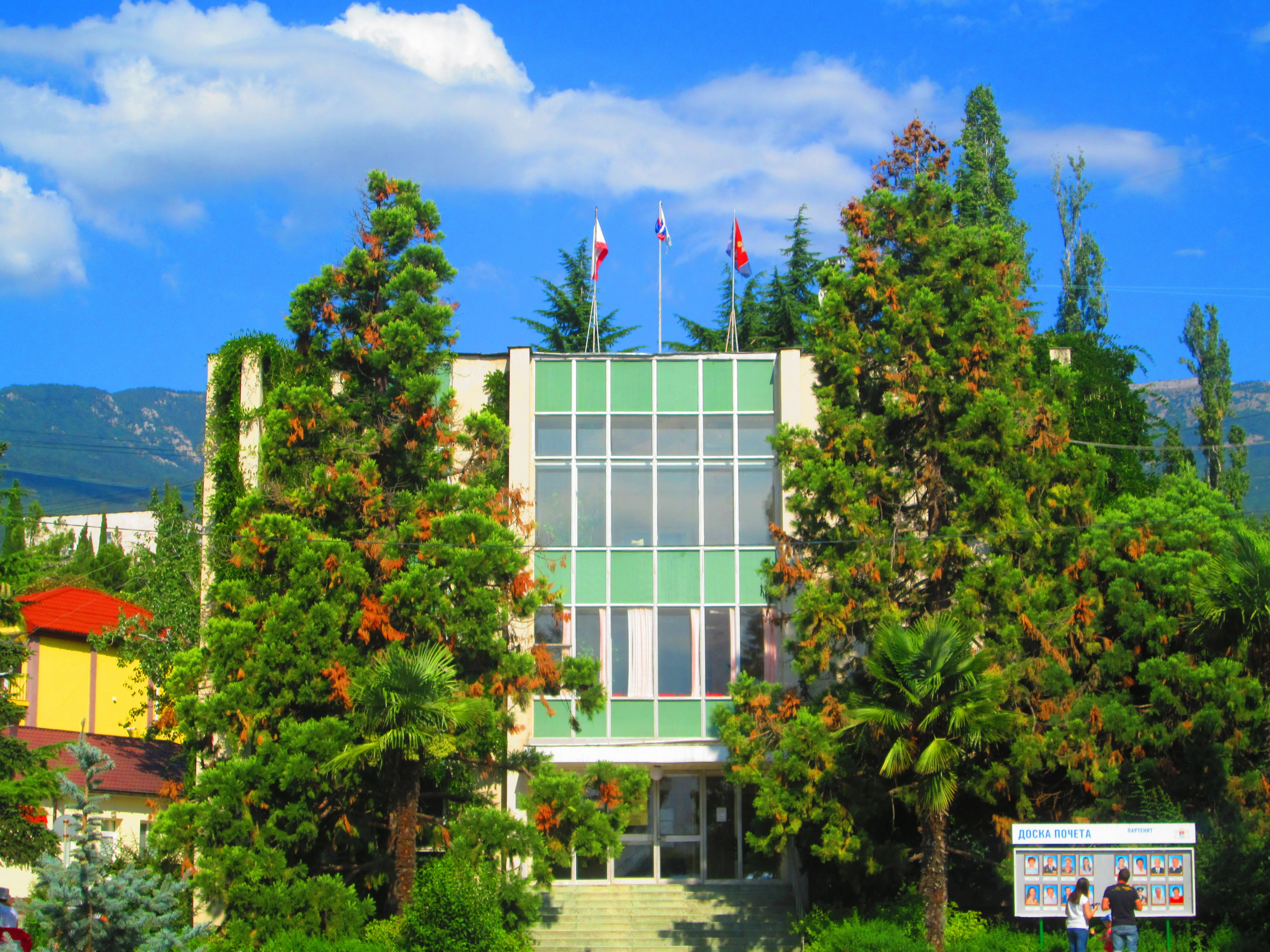
Партенітська селищна рада
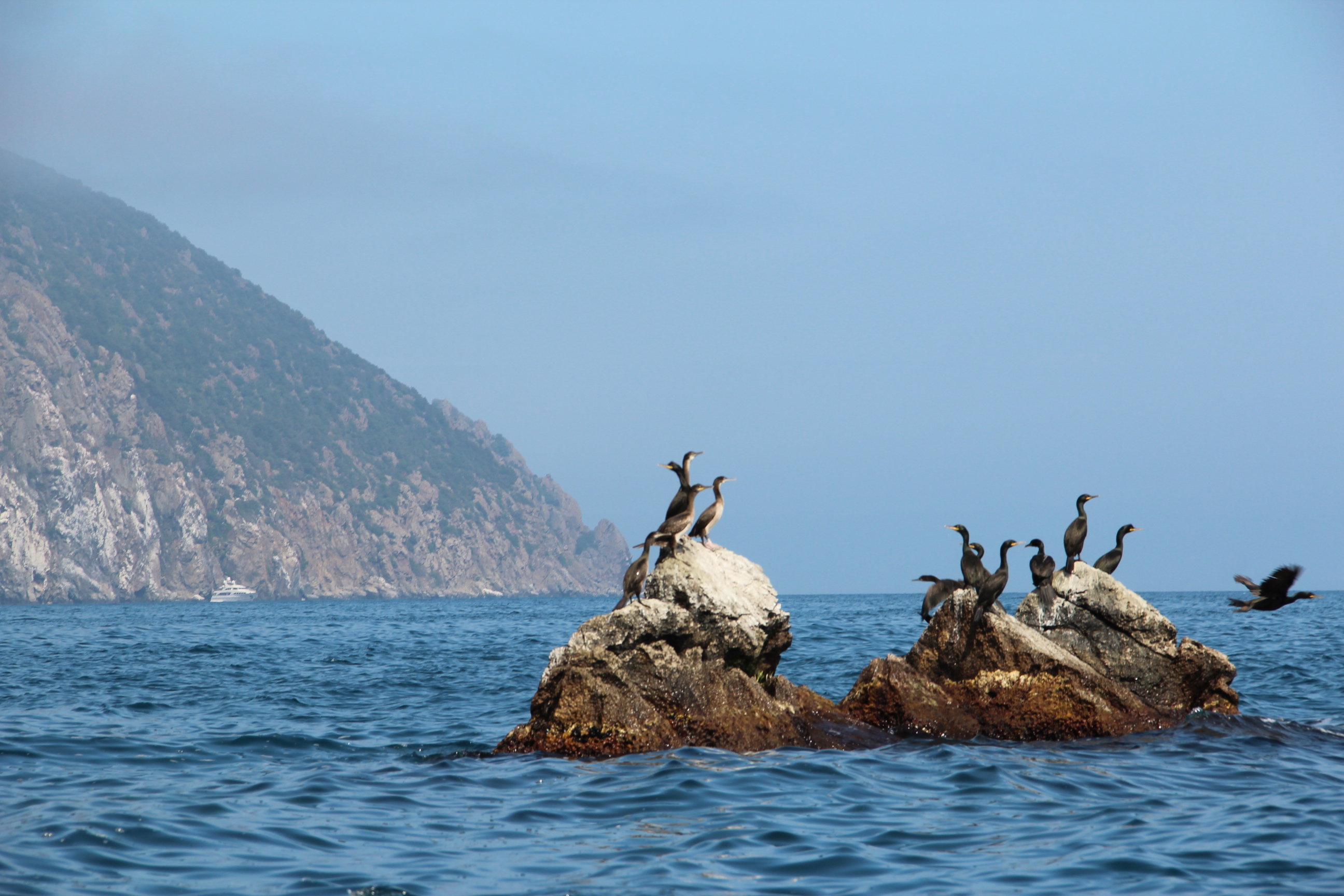
Баклани
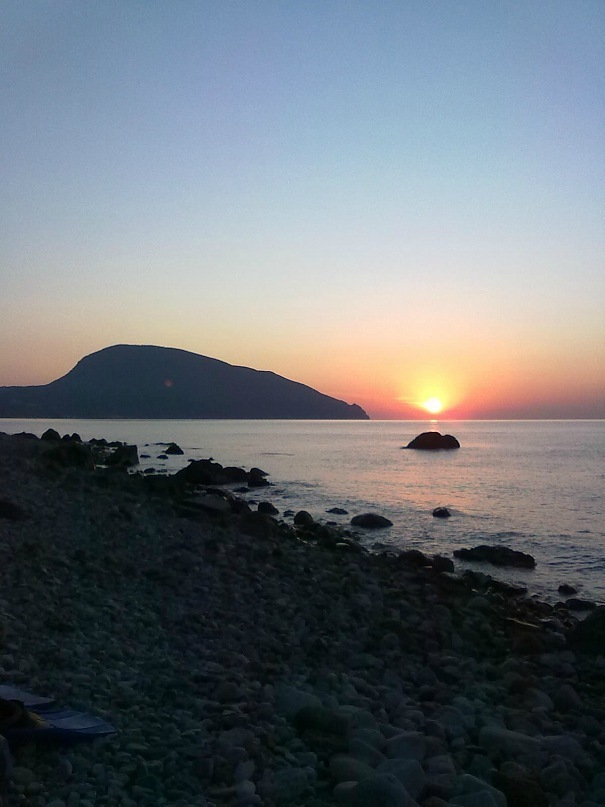
Захід сонця
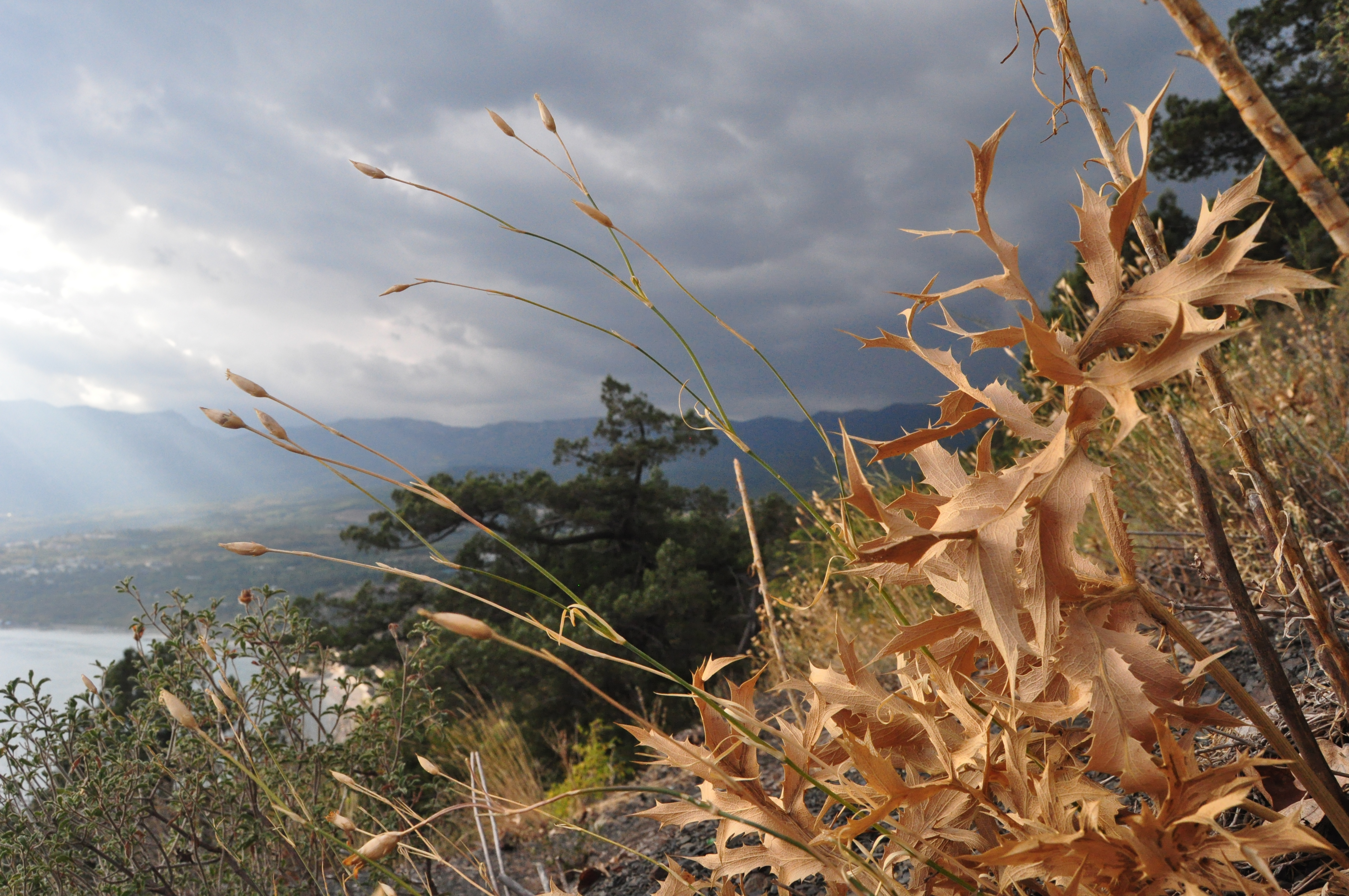
Ксерофільна рослинність на схилі Аю-Дагу
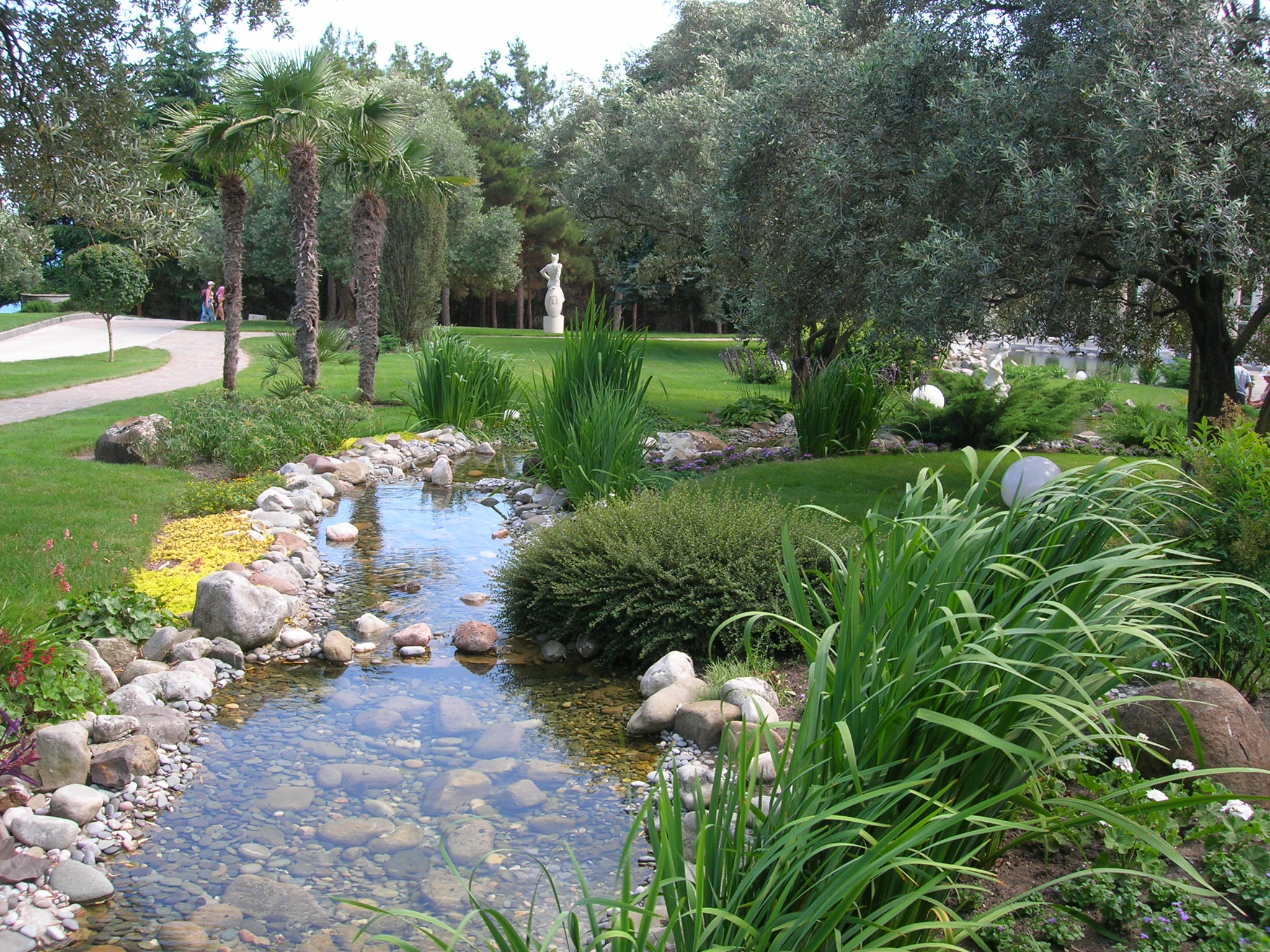
Парк в Айвазовському - частина оливового гаю
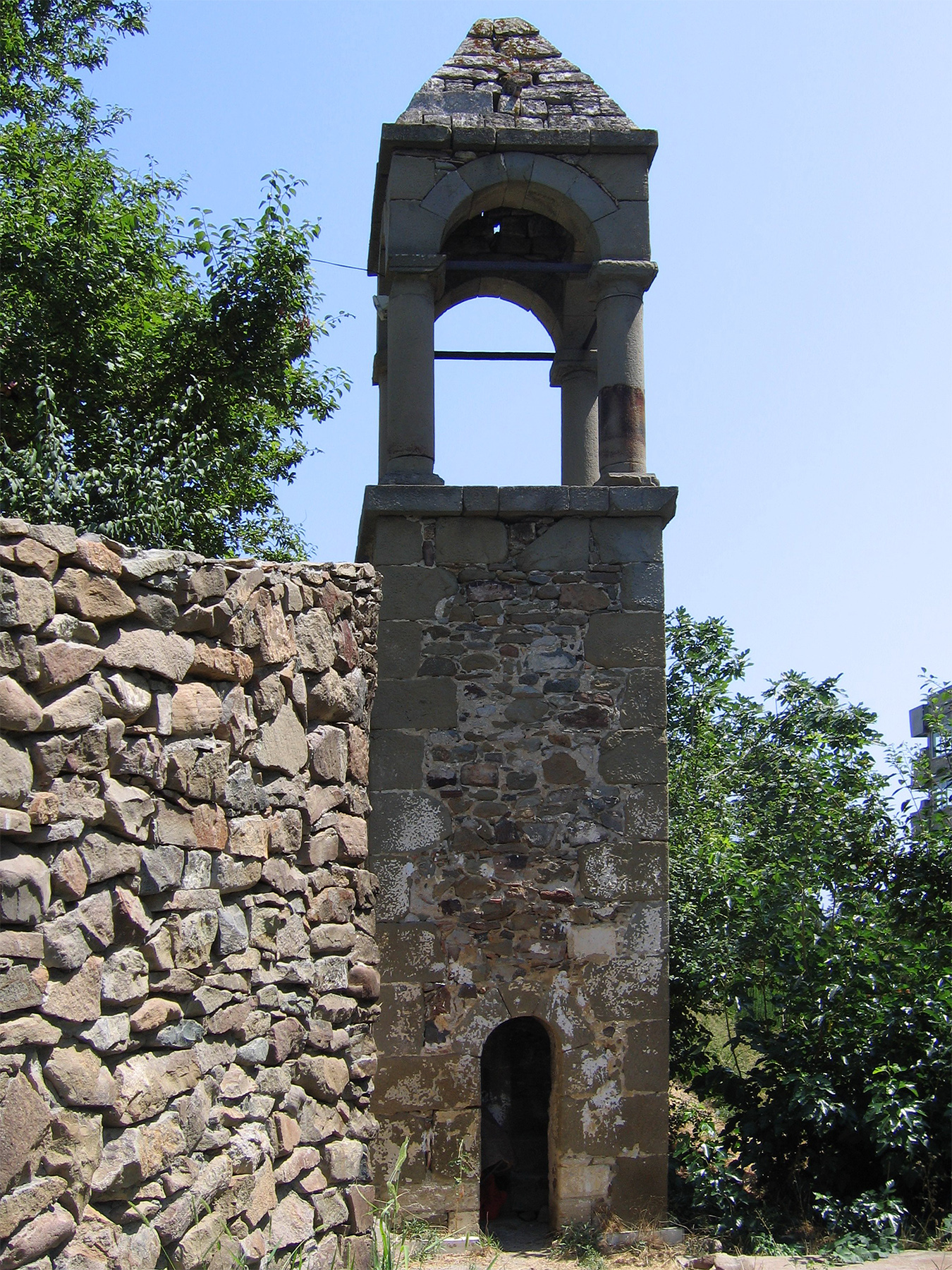
Мінарет
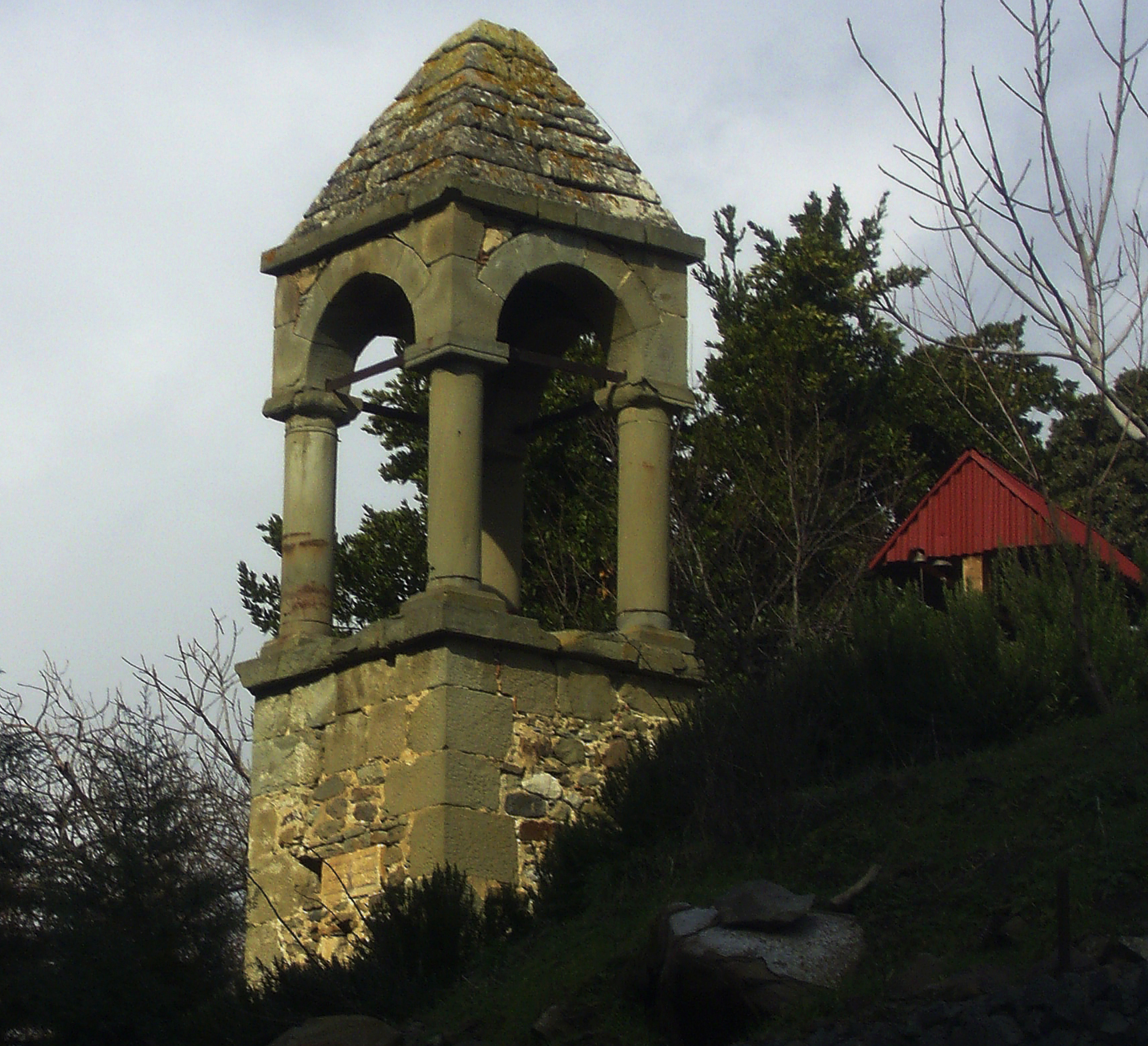
Мінарет мечеті XVIII століття